# Samuel Nicholson
Pour les articles homonymes, voir Nicholson.
Samuel Nicholson, né en 1743 à Chestertown et mort le 28 décembre 1811 à Charlestown, est un officier de la Continental Navy pendant la guerre d'indépendance des États-Unis.
Il est principalement connu comme le tout premier commandant de l'USS Constitution.
En 1777, Jonathan Williams, sur la décision des commissaires américains, demande à Jean Peltier Dudoyer de faire construire un bateau armé de 32 canons. Ce sera le Lyon, "sans qu'aucun étranger n'y ait part...", bien que Peltier soit remboursé de ses frais par une banque, Ferdinand Grand à Paris. Autant de canons sur un bateau de commerce de 400 tx intrigue les autorités et génère des soupçons. Finalement le départ est autorisé vers Saint-Domingue avec un équipage français, dont Nicolas Baudin, et 111 passagers américains (le futur équipage une fois rendu au large). Le 12 février ils quittent Nantes et rejoignent l'escadre de La Motte-Picquet en baie de Quiberon. Samuel Nicholson prend le commandement, le Lyon devient un corsaire américain le Deane.
Il est enterré dans la crypte de la Old North Church.
Plusieurs navires portent le nom de USS Nicholson en son honneur.